# Lederboktor
De lederboktor (Prionus coriarius) is een kever uit de familie van de boktorren (Cerambycidae).

## Kenmerken
De lederboktor is een van Europa's grootste keversoorten met een lengte van 34 tot 53 mm. Hij heeft twee grote, sterk getande tasters; die van het mannetje zijn breder, langer en sterker getand. Zijn lichaam is ovaal van vorm, minder langwerpig dan de meeste boktorren. De dekschilden zijn donkerbruin tot zwart en de kaken zijn goed ontwikkeld; de kever kan er gemeen mee bijten als hij wordt opgepakt.
De lederboktor lijkt zeer veel op de weverboktor (Lamia textor), eveneens een zeldzame soort. Het belangrijkste verschil met de weverboktor is de scherpe voorschildrand die bij deze laatste recht is, en bij de lederboktor meer afgerond.

## Verspreiding
In Nederland is deze kever zeer zeldzaam. Op de Midden- en zuidelijke Veluwe is hij de laatste jaren in aantallen gegroeid en lijkt hij tot voortplanting te komen, maar hij blijft hij een zeldzame verschijning. Verder wordt hij alleen nog gevonden in Zuid-Limburg.

## Voortplanting
De volwassen kever leeft maar enkele weken tot maanden en heeft als enige taak zich voort te planten, er wordt geen voedsel meer opgenomen. Vrouwtjes zitten veelal wachtend op een tak, terwijl mannetjes tijdens de schemering al vliegend op zoek gaan naar een partner. De lederboktor komt vrijwel alleen voor in oude bossen omdat de larven van bomen leven, zowel ondergronds als bovengronds. Deze larven eten echter geen 'normale' bomen, maar alleen rottende, dode of erg zieke bomen, soorten als eiken en de beuk hebben de voorkeur. Ook andere dode loofbomen zijn geschikt als voedsel, dieren die hout eten worden overigens ook wel xylofaag genoemd. De larve leeft minstens drie jaar en ziet eruit als een vliegenmade, maar wordt ongeveer 7 centimeter lang, is erg dik en heeft een oranjegele kop. Nadat de larve volgroeid is verpopt deze in een omhulsel van fecaliën en houtvezels, en aan het begin van de eerstvolgende lente kruipt de kever tevoorschijn.